# Wanda Kwietniewska
Wanda Małgorzata Kwietniewska (ur. 8 lipca 1957 w Przywidzu) – polska piosenkarka, wokalistka popularnego w latach 80. XX w. rockowego zespołu Wanda i Banda, przewodnicząca Związku Zawodowego Muzyków RP (2021–2024), a także przewodnicząca Stowarzyszenia Artystów Wykonawców Utworów Muzycznych i Słowno-Muzycznych (od 2024).

## Życiorys

### Wczesne lata
Pod koniec ciąży jej rodzice wybrali się na Kaszuby do swoich rodziców prowadzących wówczas szkołę w Przywidzu, gdzie nastąpił poród. Podczas nauki w I Liceum Ogólnokształcącym im. Juliusza Słowackiego w Elblągu założyła kabaret „Pszydafka”. Po tym jak po wygranym przeglądzie kabaretowym dyrektor oznajmił, że wygrane pieniądze Pszydafka ma przekazać na rzecz komitetu rodzicielskiego — zaprotestowała i w trzeciej klasie liceum musiała przenieść się do szkoły wieczorowej. Po maturze w Kwidzynie, gdzie też prowadziła kabaret, chciała studiować na Wydziale Aktorskim PWSFTviT w Łodzi, lecz nie została przyjęta z powodu braku miejsc. Ostatecznie rozpoczęła naukę na Wydziale Piosenkarskim w Studium Sztuki Estradowej (w latach 1976–1979), działającym przy Estradzie Poznańskiej. Tam poznała Małgorzatę Ostrowską i Grzegorza Stróżniaka, zaczęli śpiewać w chórkach wielu artystów. Fascynowała ją twórczość Deep Purple, Jimiego Hendrixa i Black Sabbath.

### Kariera
W 1979 wspólnie ze słuchaczami poznańskiego Studia Sztuki Estradowej utworzyła grupę wokalną Vist, w którym śpiewali także: Bożena Krata, Małgorzata Ostrowska, Mira Roszkiewicz, Andrzej Sobolewski i Grzegorz Stróżniak. W 1980 zespół wystąpił z utworem „Dziwny film” w konkursie „Premier” na 17. Krajowym Festiwalu Piosenki Polskiej w Opolu, rok później przekształcił się w grupę Skandal, a następnie – w Lombard. Z tym zespołem Kwietniewska nagrała dwa albumy: Śmierć dyskotece! oraz z okazji jubileuszu 10-lecia jego istnienia ’81–’91 Największe przeboje. W 1982 wraz z Lombardem była na okładce sierpniowego wydania czasopisma „Razem”. Dla Lombardu napisała piosenkę „Chcę zapomnieć”, ale menadżer – Piotr Niewiarowski nie zgodził się, by kompozycja trafiła do repertuaru zespołu.
W listopadzie 1982, dwa miesiące po odejściu z Lombardu, założyła nowy zespół – Banda i Wanda. Była nie tylko wokalistką grupy, ale także kompozytorką. W 1983 zgłosiła piosenkę „Hi-Fi” na festiwal w Opolu, lecz nie została przyjęta, dopiero rok później zaśpiewała w XXI opolskim festiwalu, kiedy ta piosenka była już hitem. 
Debiutancki album, zatytułowany po prostu Banda i Wanda, został wydany w 1984 i zawierał przeboje, takie jak „Hi-Fi” czy „Nie będę Julią”. Rok później ukazała się płyta Mamy czas, a zespół nagrał dziewięć piosenek do serialu Siedem życzeń. Fotografie z Kwietniewską umieszczono na okładkach magazynów, takich jak „Panorama” (nr 15/1984), „Razem” (nr 17/1984), „Stolica”, a także na rozkładówce m.in. „Dziennika Ludowego” oraz tygodników - „Świat Młodych”, „Zarzewie” i „Na Przełaj”. 
W 1986 rozwiązała zespół i pod koniec lat 80. rozpoczęła solową karierę. Wyleciała na półroczny kontrakt do Japonii, jednocześnie tworzyła solowy materiał we współpracy z Markiem Radulim. W 1989 za utwór „Własna California” otrzymała nagrodę za „najlepszy aranż festiwalu” na 26. KFPP w Opolu. Rok później wydała debiutancki, solowy album o tym samym tytule, a za wykonanie pochodzącego z płyty utworu „Zwykłe życie” zdobyła trzecią nagrodę jury na 27. KFPP w Opolu. Wzięła też udział w nagraniu składanki z coverami piosenek Anny Jantar. W 1993 wydała album pt. Same szały, jeden wolny, będący kompilacją jej solowych nagrań oraz utworów Bandy i Wandy. Wtedy też zespół wznowił działalność – po dwóch latach muzycy ponownie zakończyli współpracę.
W latach 1995–1999 była dyrektorem artystycznym Targów Mediów i Producentów Tele-Audio-Video „Play Box” w katowickim Spodku. W roku 2000 zespół Banda i Wanda ponownie się reaktywował i od tego czasu regularnie nagrywa nowe utwory. Od 29 października 2007 prowadziła muzyczny program Singa Dinga emitowany w TV Puls. W lutym 2008 roku zastąpiła ją w tej roli piosenkarka Majka Jeżowska.
W październiku 2011 wspólnie z wokalistą Norbim nagrała piosenkę „Walczymy dla Was” wspierającą reprezentację Polski w siatkówce mężczyzn.
Trafiła na okładkę gdyńskiej „Gazety Senior” (27 lutego 2019). W 2019 była jedną z jurorek talent-show telewizji Polsat Śpiewajmy razem. All Together Now.
W latach 2021–2024 pełniła funkcję przewodniczącej Związku Zawodowego Muzyków RP. Od 2024 jest natomiast przewodniczącą Stowarzyszenie Artystów Wykonawców Utworów Muzycznych i Słowno-Muzycznych. Wcześniej była także wiceprzewodniczącą takich organizacji jak: SAWP, ZZMRP i ZAiKS (sekcja muzyki rozrywkowej). W 2022 otrzymała Nagrodę Specjalną ZAiKS-u.

## Życie prywatne
Jej rodzice to warszawiacy. Pasję do sportu zawdzięcza mężowi, Ryszardowi Kwietniewskiemu. Dzieciństwo i młodość spędziła w Elblągu.
W 1996 urodziła córkę – Karinę.

## Dyskografia

### Albumy
| Rok  | Tytuł                   |
| ---- | ----------------------- |
| 1990 | Własna California       |
| 1993 | Same szały, jeden wolny |

### Single
| Rok  | Tytuł                   | PR I | Album             |
| ---- | ----------------------- | ---- | ----------------- |
| 1988 | „Uważaj na siebie”      | –    | Własna California |
| 1988 | „Dziewczyny zgubią cię” | 7    | Własna California |
| 1989 | „Co z tobą”             | 7    | Własna California |
| 1989 | „Podróż w nieznane”     | –    | –                 |
| 1990 | „Zwykłe życie”          | 10   | Własna California |
| 1991 | „Powiewaj mi”           | 6    | Własna California |